# 神宮大麻

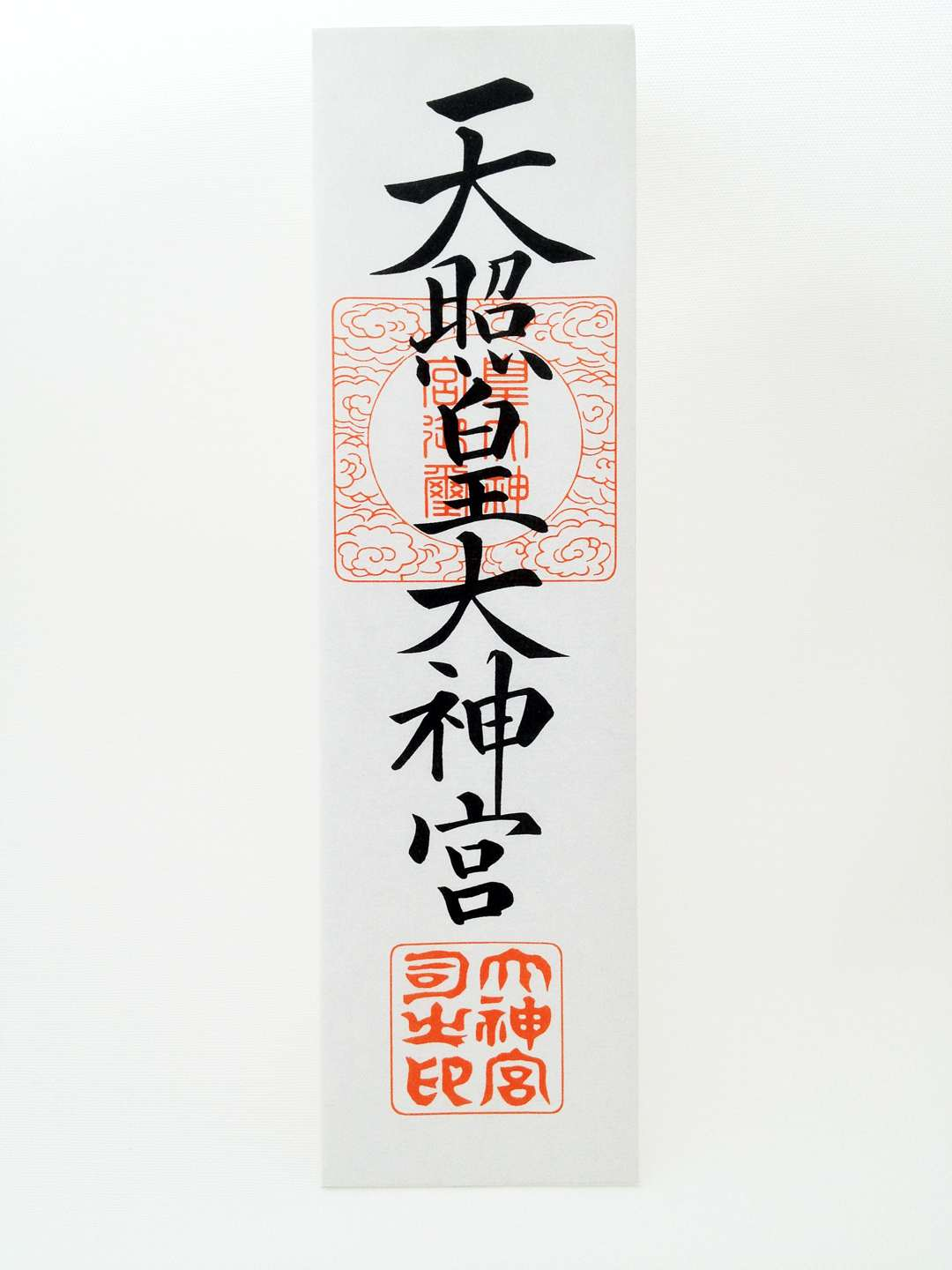
神宮大麻

神宮大麻（じんぐうたいま、正確には「おおぬさ」）とは、祓い具である祓い串の御真（ぎょしん）を清浄な和紙で包んだ伊勢神宮の神札（おふだ）である。

## 概説
伊勢神宮の御師（おんし）が、頒布した御祓（おはらい）大麻が起源である。これはお祓いをつとめた祓串を箱に入れ配ったものである。もともとは、御師が祓祈祷を行った証として、祓祈祷で用いた大麻(祓串)を和紙に包んで願主に届けたものであった。やがて伊勢講などの講を組織し頒布された。御師時代には、箱に祓い串を入れたもの、あるいは祓い串を剣型のお札で包んだものを頒布した。明治時代の変革を経て、御璽（ぎょじ）が押され神宮大麻となった。その後も、神体である御真（ぎょしん）として包まれている。明治時代になると、国家神道の形成により御師の制度は停止され、伊勢講から伊勢神宮が組織した神宮教から全国に頒布された。神宮大麻は明治時代から現在まですべて一貫して伊勢神宮内で奉製されており、頒布は神宮教ののちに財団法人神宮奉賛会から、そののちに神社本庁から頒布される。
1873年（明治6年）の伊勢神宮少宮司浦田長民の説明によれば、罪を払い除けする神具である大麻（おおぬさ）の頒布である。1916年（大正5年）の神宮神部署の説明では、起源は修祓（しゅはつ）にあり、今では国家国民に対し祈願した行事によるものであるから、神体（しんたい）や分霊（わけみたま）ではなく、崇敬するための標章であるといった議論が行われた。こうした議論は、当時の様々な信仰を包摂しようと試みたものだが、神に供物として献じられ、御霊が付着し神体となり、祓い清めの祈りでもあるから祓い具でもある。どれかを択一すべきではないとされる。

## 御師
平安・鎌倉時代から御祓を勤めさせた例はあるが、御祓の言葉の所見はそれ以降の『吾妻鏡』（あづまかがみ）1180年8月16日に記述される、源頼朝が「一千度御祓」の祈祷を勤めさせたものと言われる。
御祓は祈祷後に願主に渡され、中臣祓（なかとみのはらえ）を読誦したことから神札の名称として定着した。当時、庶民が伊勢神宮を敬拝しようと思った時には、御師を通し御祓を行い神楽を奏するしかなかった。御師の活動が大きくなると代官を地方に派遣した。

### 室町時代以降

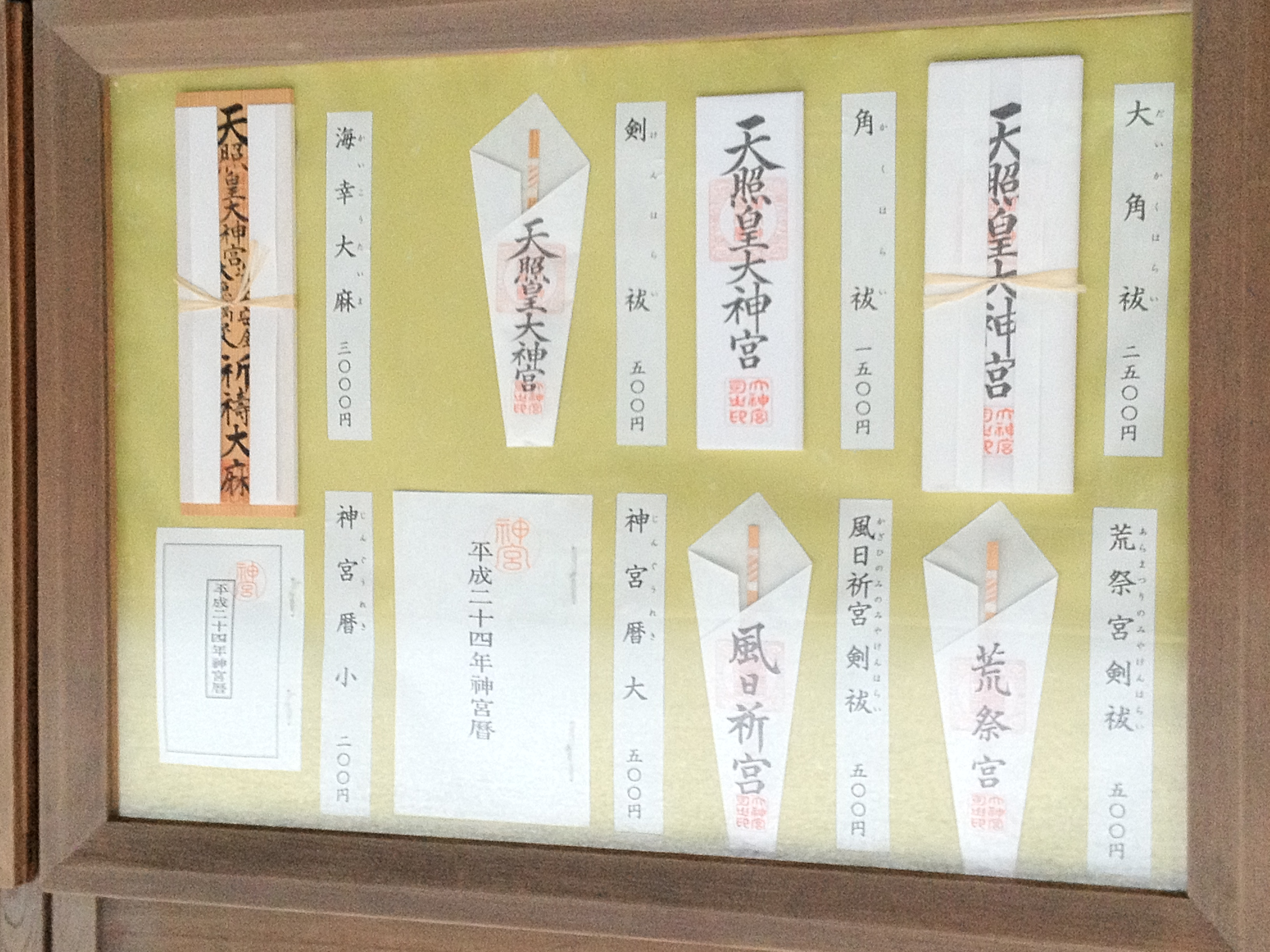
写真は伊勢神宮・内宮、皇大神宮にて。平成時代にも剣型の剣祓は伊勢にて製造されている。

室町時代には、大麻の頒布が広く行われるようになった。この時代には、伊勢の御師が檀家回りを行っており、将軍家などには一万度祓のような祈祷が行われたが、一般的には江戸時代の剣御祓に相当する御祓が配られた。大麻に伴って様々な物品が配布され、それは次第に伊勢暦に定まる。江戸時代の御祓大麻には、一万度御祓、五千度御祓、一千度御祓、剣御祓があり、一般には剣御祓が配布された。また、一万度神楽大麻、一万度百日大麻、五千度神楽大麻なども存在した。御祓大麻祓具（おはらいたいまはらえぐ）は御師が出向いた先で御祓大麻を作るために用いた。御祓を調製するにあたり、中臣祓のほかの祝詞や祈祷文を奏したことから、こうした出先が神明所などとして祀られた。
伊勢神宮へ人々が殺到した「おかげ参り」は1650年から1830年にかけて約60年ごとに記録的となって押し寄せたが、天からお札が降る、病気が治るなどと騒がれた。1830年（文政13年）2月には、阿波でお札が降り、8月までに500万人近い参拝者が伊勢神宮に押し寄せた。松村景文は剣払が降ってくる「御蔭参大麻降下の図」を描き、これは神宮徴古館が所蔵している。

## 祓串
一般に修祓に使う大麻（おおぬさ）は、榊に紙垂（しで）と麻苧をつけたもの、紙垂のみをとりつけたもの、伊勢神宮では麻苧のみをとりつけたものが見られる。
神宮大麻は、古くからの剣祓型のものも伊勢神宮にて頒布されているが、全国の各神社で頒布されているものは札型である。角祓では麻の苧（ひも状の繊維）に巻かれている。

### 八針串
御師は八足案（はっそくあん）と呼ばれる案に八針串（やはりぐし）という結束された祓串を立て、度数祓（どすうばらえ）の際に用いた。案の上の奥に幣紙と菅麻を挟んだ八針串を立てる。八足案は箱に収めることができ携帯可能である。これは八座置神事（やくらおきしんじ）と呼ばれ伊勢神宮の恒例祭にも似たものが見られる。
これは宮川以西に持ち出してはならない秘中の秘であったが、1852年には埼玉県の伊勢殿神社から発見された。

### 神宮大麻の御真
神宮大麻の中の御真は祓串または麻串とも呼ばれる。

### 守祓

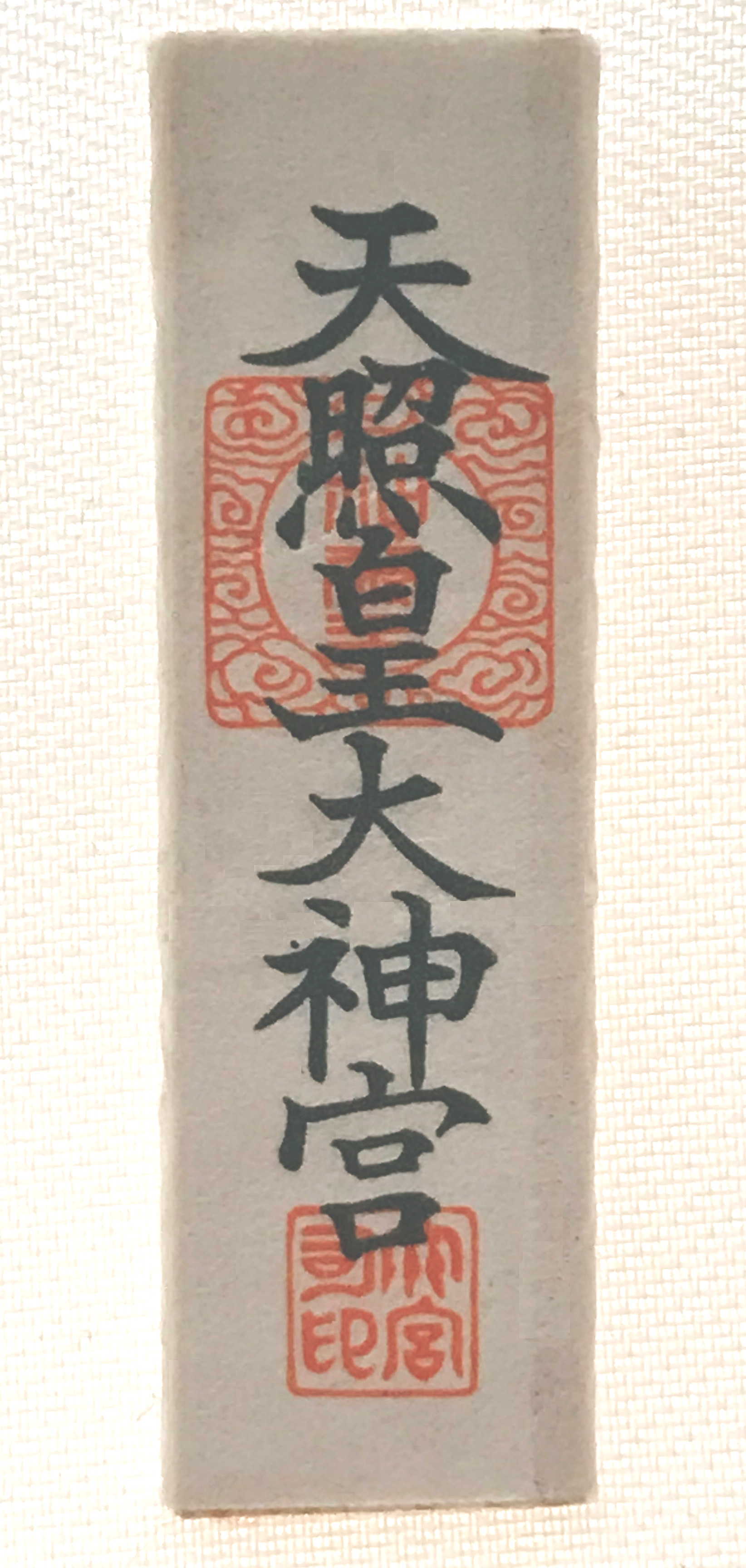
伊勢神宮・内宮の守祓（まもりはらい）。

守祓（まもりはらい）は、お守りの中にある小さな神札である。伊勢の各神社ごとの守祓だけを購入でき、ひとつのお守りの袋にまとめて入れることができる。

## 御璽と大麻

### 御師制度の停止と変革
明治時代に入ると国家神道の確立の過程で御師の活動は停止する。
伊勢の皇大神宮、宇治橋の手前のおはらい町は、かつて御師の屋敷があった場所である。
1871年（明治4年）12月18日、伊勢神宮大宮司から神祇省に対し、大麻の神号名を「天照皇大神宮」、「皇大神宮御璽」の印を押し神宮司庁の責任で遍く頒布することをうかがい出て、神祇省はこれを承認した。
翌年1月に、大麻製造局を設け、4月には大麻頒布規則を定める。4月1日には、「御璽奉行」が行われ大宮司の北小路随光は、大御璽としての大麻の頒布を奏した。
1873年（明治6年）12月の『神宮大麻奉祀式』において、少宮司の浦田長民が、毎年神宮から頒布する罪を払除けする神具としての大麻に向かい敬拝することで、罪穢れを消尽するがために、毎朝夕礼拝すべし、というようなことを述べている。

### 頒布元の変更
1873年（明治6年）に神宮教院が開館し、明治9年2月の神宮教院規則第五条に神宮大麻の頒布を主要な事業としていることが示される。
1878年（明治11年）の通達以降、頒布の方法がたびたび変更されるようになる。
宮家や旧皇族に献上される木箱に入った大きく厚みがある献上大麻も存在する。
1882年（明治15年）に神宮教院が神道神宮派として独立し、さらに神宮教となると、大麻頒布は神宮教に委託される。さらに1898年（明治31年）には神宮教が神宮奉賛会となり、ここに頒布が委託される。
1882年の神宮司庁教院区分第21条、1899年（明治32年）の内務省訓第823号の第7条（7）は、頒布大麻には天皇や皇室を祈る部分があるが、授与大麻はないことからこれらの混同を法的に禁止した。頒布大麻は、皇国守護の元で奉斎者を加護する。
信仰の自由において意義が唱えられ、1916年（大正5年）に神宮神部署から説明がなされたが、神宮大麻の起源は大麻（おおぬさ）とも呼ばれる祓い串と祝詞によって修祓（しゅはつ）したもので、今では国家国民に対し祈願した行事によるものであるから、神体（しんたい）や分霊（わけみたま）ではなく、したがって本尊のようなものでもなく、崇敬するための標章なので信教の自由と衝突しないとしている。
しかし、21世紀初頭の祝詞は頒布のものでも「大麻を奉製したので、神前に供し、修祓式を行うので、この大麻に御霊を寄せ給え」といった内容である。大正から昭和戦前の論では、御霊の存在を否定し、遥拝の象徴かのように説かれるが、幣帛、祓具、神体、象徴といった各説があり、当時の様々な信仰を包摂しようと試みたものだが、神に供物として献じられ、御霊が付着し神体となり、祓い清めの祈りでもあるから祓い具でもある。どれかを択一すべきではないとされる。
2003年には神宮司庁教学課の『神宮大麻史料妙改定第一版』、翌年には神社本庁教学課の『神宮大麻に関する研究会報告書』が出版されている。2011年に頒布された大麻の数は888万545体である。

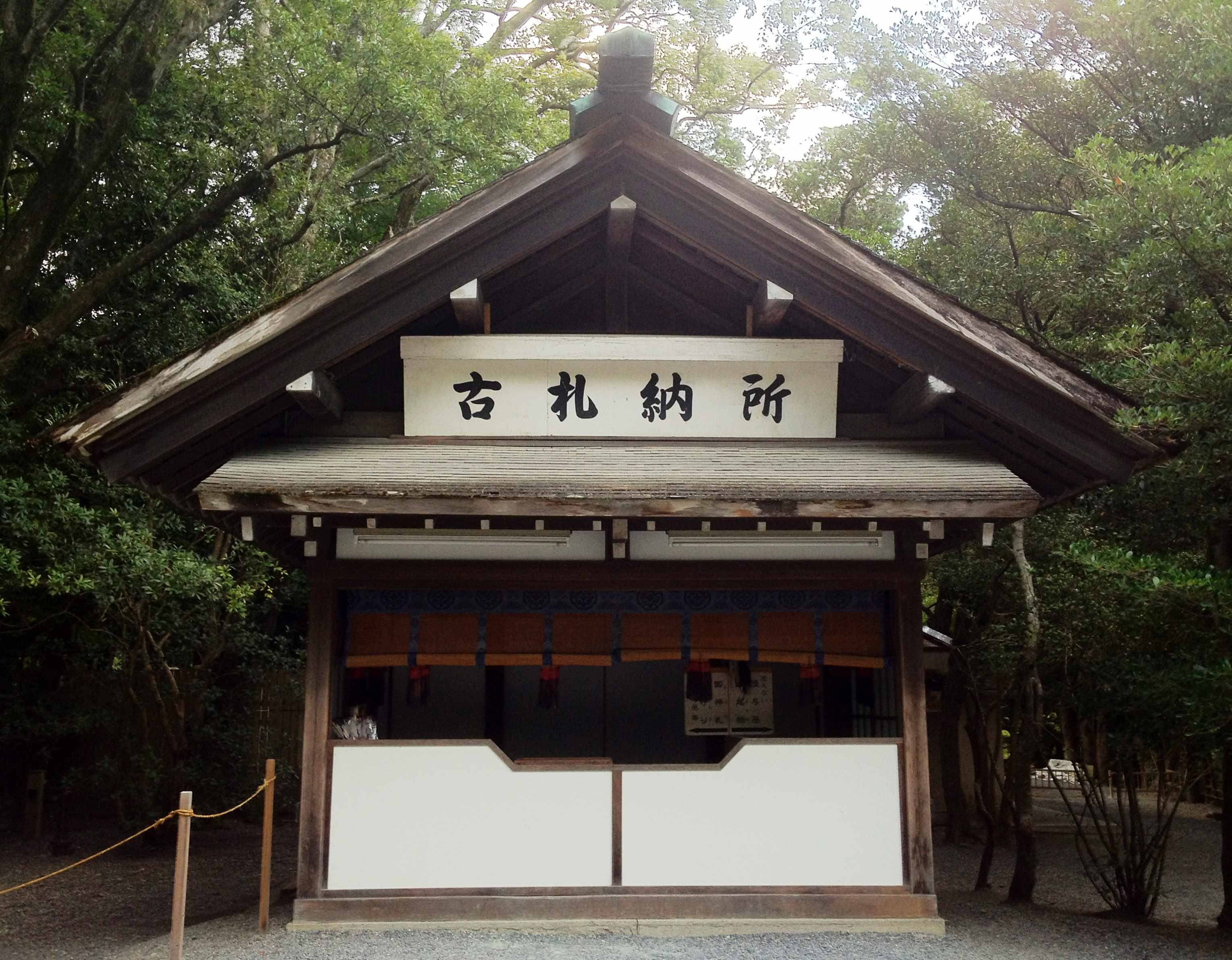
伊勢神宮の皇大神宮入り口付近にある古札納所

## 祭事

### 大麻修祓式
大麻修祓式（たいましゅはつしき）は随時行われる。

### 大麻暦奉製始祭
1月8日に、大麻暦奉製始祭（たいまれきほうせいはじめさい）が行われる。

### 大麻暦頒布終了祭
3月1日に、大麻暦頒布終了祭が皇大神宮神楽殿にて行われる。

### 大麻用材伐始祭
4月に、大麻用材伐始祭（たいまようざいきりはじめさい）が行われ、神宮林より切り出された用材は、長さ20センチメートル、厚さ1ミリメートルに加工され和紙を巻き付け、神宮大麻の中心の御真（ぎょしん）に用いられる。

### 大麻暦頒布始祭
9月17日に、大麻暦頒布始祭（たいまれきはんぷはじめさい）が皇大神宮神楽殿にて行われる。

### 大麻暦奉製終了祭
12月20日に、大麻暦奉製終了祭が行われる。